# Liste von Kaktusbrunnen
In dieser Liste sind Kaktusbrunnen aufgeführt, also Brunnen im öffentlichen Raum, die den Kaktus zum Thema haben.
| Bezeichnung                   | Bild           | Standort                                                    | Staat                       | Künstler      | Errichtung Einweihung | Weitere Informationen |
| ----------------------------- | -------------- | ----------------------------------------------------------- | --------------------------- | ------------- | --------------------- | --- |
| Kaktusbrunnen (Halle (Saale)) | weitere Bilder | Halle (Saale), Halle-Neustadt, Carl-Schorlemmer-Ring (Lage) | Deutschland, Sachsen-Anhalt | Peter Michael | 1983                  | Material: Klinker; siehe auch: Liste der Kulturdenkmale in Halle (Saale)/Stadtbezirk West#Baudenkmale nach Ortsteilen – Halle-Neustadt |
| Kaktusbrunnen (Paris)         | weitere Bilder | Paris, Pariser Kolonialausstellung (1931)                   | Frankreich                  | André Granet  | 1931                  | |